# بوبي جونز (لاعب كرة قاعدة)
بوبي جونز (بالإنجليزية: Bobby Jones)‏ هو لاعب كرة قاعدة أمريكي، ولد في 11 أكتوبر 1949 في إلكتون في الولايات المتحدة.

## وصلات خارجية
- بوبي جونز على موقع الدوري الياباني لكرة القاعدة (الإنجليزية)
- بوبي جونز على موقعبيزبول رفرنس.كوم (الدوري الرئيسي) (الإنجليزية)
- بوبي جونز على موقعبيزبول رفرنس.كوم (الدوري الثانوي) (الإنجليزية)
- بوبي جونز على موقع إي إس بي إن.كوم (أم.أل.بي) (الإنجليزية)
- بوبي جونز على موقع مشجعي الرسوم البيانية (الإنجليزية)